# Пауль-Генріх Засс
Пауль-Генріх Засс (нім. Paul-Heinrich Sass; 3 жовтня 1919, Куксгафен — 29 січня 1944, Біскайська затока) — німецький офіцер-підводник, оберлейтенант-цур-зее крігсмаріне.

## Біографія
1 жовтня 1938 року вступив на флот. З лютого 1941 року — офіцер зенітної артилерії на легкому крейсері «Кельн». З вересня 1941 по березень 1942 року пройшов курс підводника. З березня 1942 року — 1-й вахтовий офіцер на підводному човні U-757. В квітні 1943 року пройшов курс командира човна. З 3 травня 1943 року — командир U-364, на якому здійснив 2 походи (разом 67 днів у морі). 29 січня 1944 року U-364 був потоплений в Біскайській затоці західніше Бордо (45°33′ пн. ш. 06°05′ зх. д.) глибинними бомбами британського бомбардувальника «Галіфакс». Всі 49 членів екіпажу загинули.

## Звання
- Кандидат в офіцери (1 жовтня 1938)
- Морський кадет (1 липня 1939)
- Фенріх-цур-зее (1 грудня 1939)
- Оберфенріх-цур-зее (1 серпня 1940)
- Лейтенант-цур-зее (1 квітня 1941)
- Оберлейтенант-цур-зее (1 квітня 1943)

## Нагороди
- Залізний хрест 2-го і 1-го класу
- Нагрудний знак підводника